# دالتيبارين الصوديوم

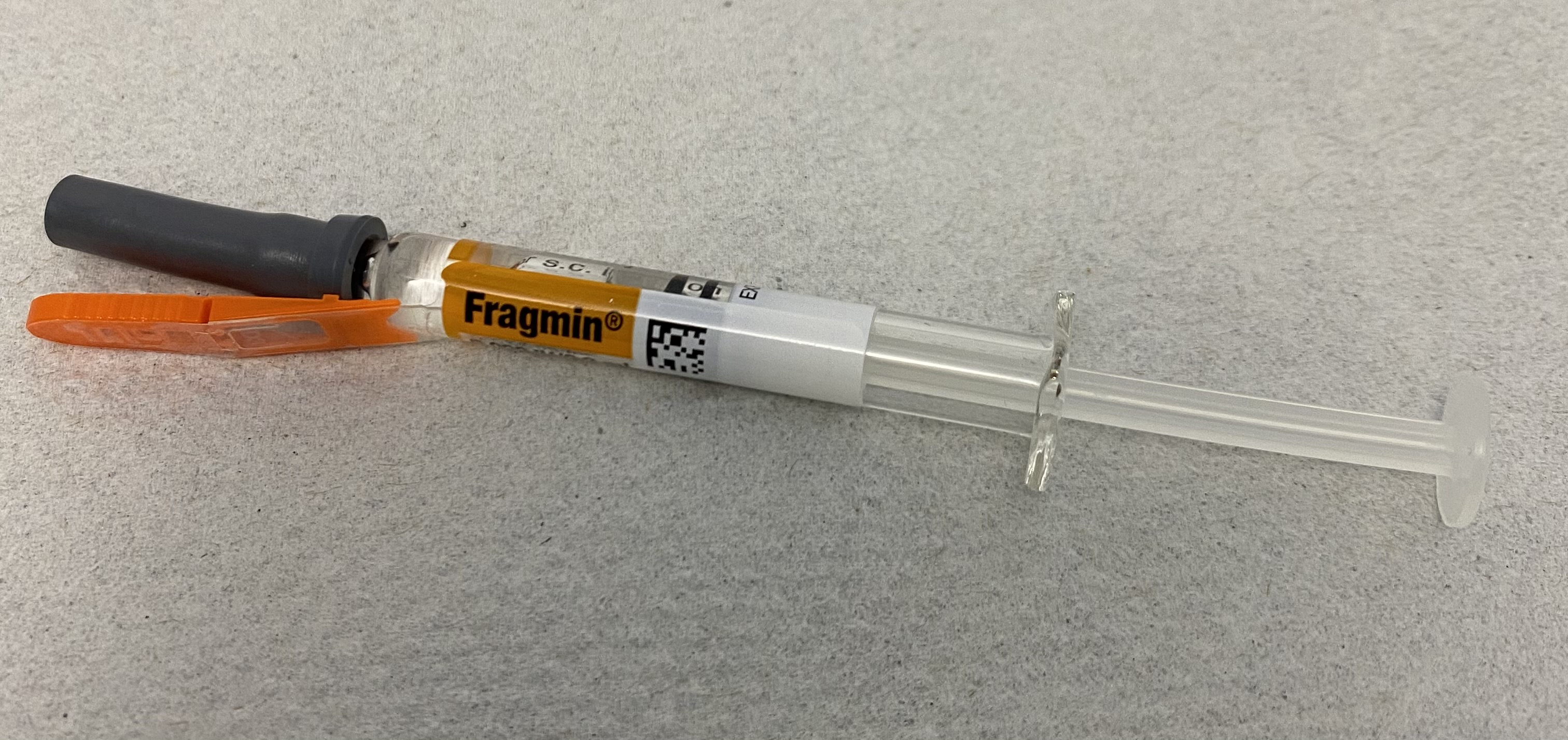
جرعة واحدة من فراجمين

دالتيبارين الصوديوم (بالإنجليزية: Dalteparin sodium) هو هيبارين منخفض الوزن الجزيئي. وهو عقار يستخدم لمنع تجلط الدم يتم تسويقه باسم فراجمين (بالإنجليزية: Fragmin) من قبل شركة فايزر (Pfizer).
شأنها شأن غيرها من الهبيبارينات منخفضة الوزن الجزيئي LMWH (بالإنجليزية: low-molecular-weight heparin)، يتم استخدام دالتيبارين للوقاية (ومنع حدوث) أو للعلاج من الجلطة الرئوية (أو الانصمام الرئوي) وتجلط الوريد العميق (يسمى خثار وريدي عميق). يتم إدخال الدواء عادة عن طريق الحقن الذاتي.
أثبتت دراسة CLOT التي نشرت في عام 2003 على المرضى الذين يعانون من الجلطات الدموية الوريدية الحادة والخبيثة، أن دالتيبارين كان أكثر فعالية من الكومادين (أو الوارفارين) في الحد من مخاطر عودة الانسدادات (بالإنجليزية: recurrent embolic events) بسبب التخثرات. عند مقارنة أثر دالتيبارين مقابل أثر الهيبارين غير المجزأ (بالإنجليزية: unfractionated heparin) ، فإن دالتيبارين لا يتفوق علي الهيبارين غير المجزأ في منع تجلط الدم.
اينوكسابارين Enoxaparin هو الهيبارين منخفض الوزن الجزيئي الوحيد الذي ظهر أنه آمن للناس في الحالات الصحية الحرجة مع الفشل الكلوي [بحاجة لمصدر].
يتم طرح الهيبارين عن طريق الكلى، ولكن الدراسات أظهرت أن دالتيبارين لا يتراكم في الكلى حتى لو كان هناك انخفاض في وظائف الكلى.

## وصلات خارجية
- معلومات بالإنجليزية عن الدواء فراجمين من شركة فايزر pfizer وُصِل لهذا المسار في 2010-08-31.